# Сункар (Осакаровський район)
Сунка́р (каз. Сұңқар) — село у складі Осакаровського району Карагандинської області Казахстану. Адміністративний центр Сункарського сільського округу.
Населення — 432 особи (2021; 618 у 2009, 1137 у 1999, 1472 у 1989).
Національний склад станом на 1989 рік:
- росіяни — 45 %.

До 2002 року село називалось Скобелевка.